# Gamergus croesa
Gamergus croesa är en insektsart som beskrevs av Ronald Gordon Fennah 1956. Gamergus croesa ingår i släktet Gamergus och familjen sköldstritar. Inga underarter finns listade i Catalogue of Life.